# Iederwijs
Het iederwijs was een onderwijssysteem dat van 2002 tot 2013 op een aantal Nederlandse particuliere scholen werd toegepast. Het was een voor Nederland nieuwe manier van omgaan met kinderen binnen schoolverband. Het iederwijs was opgezet door leerkrachten, met als drijvende kracht zakenvrouw Yolanda Eijgenstein. Zowel de mensen met een onderwijsbevoegdheid als mensen met andere ervaring met kinderen werden iederwijzers genoemd. De leerkrachten werden geïnspireerd door hun eigen ervaringen en de ervaringen van het sudbury-onderwijs in de Verenigde Staten en de pestalozzi-school in Ecuador. Daarnaast waren zij op zoek naar hoe een school die past bij de huidige en toekomstige maatschappij, werkt en functioneert.

## Kenmerken
De belangrijkste kenmerken van het iederwijs waren:
- Kinderen kunnen leren wat ze willen, met wie ze het willen en op welk moment ze het willen.
- De school bestaat uit één groep van alle leeftijden.
- De school bestaat uit verschillende ruimtes, zoals een atelier, een computerhoek, een studiekamer, een keuken en de tuin. De inrichting van de school kan veranderen naar behoefte van de activiteiten.
- De kinderen leren zelfstandig, van elkaar en van de begeleiders (iederwijzers).
- Kinderen besluiten samen met volwassen begeleiders over de dagelijkse gang van zaken van de school. Er wordt gebruikgemaakt van het sociocratische besluitvormingsmodel.

## Introductie in Nederland
Het iederwijs begon in 2002 als kleine school in Schoonhoven. Door de media-aandacht werden veel mensen enthousiast, Wonderwijs (een al bestaande school met een dergelijke visie) sloot zich aan en nieuwe iederwijsscholen schoten als paddenstoelen uit de grond. In twee jaar was het iederwijs uitgegroeid tot een onderwijsbeweging. In de loop van de tijd zijn er verschillende scholen en initiatieven gestopt omdat het erg veel vroeg een iederwijsschool draaiende te houden of omdat er een verschillende visie was op hoe de eigen school vormgegeven moest worden.
De introductie van iederwijsscholen in Nederland leidde tot nogal wat commotie. Ook tegenstanders en sceptici roerden zich. Vanaf het begin was sprake van grote media-aandacht, zowel voor de voorstanders als de tegenstanders. Waar de voorstanders zeer tevreden waren over de vrijheid die de scholen hun kinderen kon bieden, was de kritiek op dit punt juist zeer afkeurend en scherp getoonzet.

## Onderzoek door de Onderwijsinspectie
In december 2003 stelde Tweede Kamerlid Balemans (VVD) vragen aan de minister van Onderwijs, Cultuur en Wetenschap over de iederwijsschool in Uffelte. Uit het antwoord van minister Van der Hoeven in januari 2004 bleek dat de Onderwijsinspectie een onderzoek uitvoerde naar deze school, waarbij onder andere werd onderzocht of werd voldaan aan de Leerplichtwet.
In maart 2005 gaven Tweede Kamerleden van CDA en VVD te kennen dat de kwaliteit van de iederwijsscholen hun zorgen baarde. CDA-Kamerlid De Vries stelde dat deze scholen 'veredelde speeltuinen zijn zonder lesaanbod en toetsen'.
De zorgen over de kwaliteit van het iederwijs-onderwijs leidden tot onderzoek door de Onderwijsinspectie, waarvan de resultaten op 24 augustus 2005 bekend werden. De inspectie oordeelde als volgt: negen van de zeventien iederwijs-basisscholen in Nederland voldeden aan de wettelijke normen; van de acht die niet voldeden besloten vier scholen te stoppen of dragen niet meer het stempel iederwijs. De andere vier kregen van het ministerie een 'herkansing'. De zes iederwijsscholen in het voortgezet onderwijs voldeden geen van alle aan de wettelijke normen.
Inmiddels zijn er geen scholen meer die het label iederwijs dragen. Wel bestaan er nog steeds scholen die ooit als iederwijsscholen begonnen zijn. Deze scholen worden positief beoordeeld door de onderwijsinspectie.

## Terugloop en einde
Na de groei in de eerste jaren begon het in 2005 terug te lopen. Veel iederwijsscholen sloten de deuren. Belangrijkste reden was dat ze financieel niet rond konden komen. Een aantal scholen gingen door onder een andere naam. In september 2009 was alleen Wonderwijs in Loenen nog een iederwijsschool. Deze school sloot echter op 1 augustus 2013 definitief haar deuren.